# Olimpiodoro, o Jovem
Olimpiodoro, o Jovem (em grego clássico: Ὀλύμπιόδωρος ὁ Νεώτερος; ca. 495 — 570) foi supostamente um aluno de Amônio de Hérmias, um comentador de Aristóteles, professor de Simplício da Cilícia e João Filopono, foi um dos últimos pagãos para ensinar filosofia na escola de Alexandria, no século VI.

## Vida
Olimpiodoro foi o discípulo de Amônio de Hérmias na escola de filosofia em Alexandria e sucedeu-lhe como seu líder quando Amônio morreu em c. 520. Olimpiodoro ainda estava ensinando e escrevendo em 565, porque em seu comentário sobre Meteorologia de Aristóteles, ele menciona um cometa que apareceu naquele ano. Olimpiodoro conseguiu sobreviver à perseguição vivida por muitos de seus pares (ver, por exemplo, Hiérocles de Alexandria), possivelmente porque a Escola de Alexandria estava menos envolvida na política.
Ele é chamado de o jovem Olimpiodoro ou Olimpiodoro, o jovem em referências contemporâneas porque houve no (século IV) um filósofo peripatético também chamado Olimpiodoro (Olimpiodoro, o Velho) que também ensinou em Alexandria.

## Obras
Entre os escritos existentes de Olimpiodoro, o Jovem são uma biografia de Platão, comentários sobre vários diálogos de Platão e Aristóteles e uma introdução à filosofia aristotélica. Olimpiodoro também fornece informações sobre o trabalho do neoplatonista anterior Jâmblico que não foi encontrada. As obras sobreviventes são:
- Comentário na obra Primeiro Alcibíades, de Platão;[2]
- Comentário na obra Górgias, de Platão;[2]
- Comentário na obra Fédon, de Platão;[2]
- Vida de Platão;
- Introdução (prolegômenos) a lógica de Aristóteles;
- Comentário sobre Meteorologia de Aristóteles;
- Comentário sobre o Categorias de Aristóteles.[2]

### Obras espúrias
Além disso, existem duas obras atribuídas a Olimpiodoro, mas que agora se acredita ser de outros autores:
- Um tratado alquímico Sobre a atividade, de Zósimo de Panópolis;[1]
- Um comentário no Filebo de Platão - agora pensado para ser o trabalho de Damáscio.[2]